# Castelo de Braemar
O Castelo de Braemar (em língua inglesa Braemar Castle) é um castelo localizado em Braemar, Aberdeenshire, Escócia.
O castelo foi protegido na categoria "A" do "listed building", em 24 de novembro de 1972.